# Artun Akçakın
Artun Akçakın (* 6. Mai 1993 in Ankara) ist ein türkischer Fußballspieler.

## Karriere

### Verein
Akçakın begann mit dem Fußballspielen in der Jugend von Gençlerbirliği Ankara und erhielt im Sommer 2009 einen Profivertrag. Nachdem er eine Spielzeit für die Reservemannschaft aktiv gewesen war, nahm er vor der Saison 2010/11 am Saisonvorbereitungscamp der Profis teil. Nach diesem Camp wurde er vom Trainerstab um Thomas Doll aussortiert. Um ihm die Möglichkeit zu geben, Spielpraxis in einer Profiliga zu sammeln, wurde er an die Zweitmannschaft Gençlerbirliğis und den damaligen Drittligisten Hacettepe SK ausgeliehen. Hier absolvierte er am 5. September 2010 sein Profidebüt im Ligaspiel gegen Körfezspor. Bis zum Saisonende kam er als Ergänzungsspieler zu 21 Ligaeinsätzen und erzielte dabei drei Tore. Währenddessen konnte Hacettepe den Klassenerhalt nicht schaffen und stieg in die TFF 3. Lig ab.
Zur Saison 2010/11 kehrte Akçakın zu Gençlerbirliği zurück und nahm hier ein weiteres Mal am Saisonvorbereitungscamp teil. Diesmal entschied der neue Trainer Fuat Çapa, dass Akçakın noch nicht reif genug für die Profis sei. Daraufhin wurde er ein weiteres Jahr an Hacettepe ausgeliehen. Diesmal eroberte er sich sofort einen Stammplatz und führte schnell die Torschützenliste der TFF 3. Lig. Er konnte am Ende der regulären TFF-3.-Lig-Saison 20 Tore in 32 Spielen verbuchen und schaffte es mit seinem Team in die Relegation der TFF 3. Lig. Hier erreichte man das Finale, schied hier unglücklich mit 1:2 gegen Bayrampaşaspor aus und verpasste so in letzter Instanz den Wiederaufstieg in die TFF 2. Lig.
Zum Sommer 2012 kehrte er zu Gençlerbirliği zurück und nahm erneut am Saisonvorbereitungscamp teil. Diesmal wurde er in den Profikader aufgenommen und erhielt auch gleich eine Vertragsverlängerung bis 2017. Er nahm dann anschließend mit Gençlerbirliği am vorsaisonlichen am Turnier TSYD Ankara Kupası teil und gewann mit seiner Mannschaft diesen Pokal. Akçakın erzielte bei der Finalbegegnung gegen Sivasspor gleich zwei Treffer und hatte so am 7:1-Kantersieg seiner Mannschaft großen Anteil.
Für die Saison 2013/14 wurde Akçakın an den Zweitligisten Fethiyespor ausgeliehen.
Nachdem Akçakın die Hinrunde der Saison 2014/15 bei Gençlerbirliği verbracht hatte und sein erstes Erstligator geschossen hatte, wurde er für die Rückrunde an den Zweitligisten Adana Demirspor ausgeliehen. Für die nächste Spielzeit verlieh ihn Gençlerbirliği an den Zweitligisten Alanyaspor. Von diesem Verein kehrte er bereits nach einer halben Saison zurück und wurde für den Rest der Spielzeit an den Istanbuler Drittligisten Ümraniyespor ausgeliehen.
Im Sommer 2016 verließ er Gençlerbirliği endgültig und wechselte stattdessen zum Zweitligisten Şanlıurfaspor. Seit 2018 ist Akçakın für diverse Dritt- und Viertligisten aktiv gewesen, aktuell spielt er für Balıkesirspor in der TFF 3. Lig.

### Nationalmannschaft
Akçakın spielte ab der U-15 bis zur U-21 in allen türkischen Jugendnationalmannschaften. Von 2008 bis 2013 bestritt er 75 Partien und erzielte dabei 38 Tore.
Mit der türkischen U-17 nahm er an der U-17-Fußball-Europameisterschaft 2010 teil und erreichte das Halbfinale, in dem man gegen Spanien verlor.
Im Rahmen der U-20-Fußball-Weltmeisterschaft 2013 wurde er in das Turnieraufgebot der türkische U-20-Nationalmannschaft berufen.

## Erfolge
Mit Gençlerbirliği Ankara
- TSYD-Ankara-Pokalsieger: 2010/11, 2011/12

Mit Ümraniyespor
- Meister der TFF 2. Lig und Aufstieg in die TFF 1. Lig: 2015/16

Mit der türkischen U-20-Nationalmannschaft
- Achtelfinalist der U-20-Weltmeisterschaft: 2013

## Auszeichnungen
- Torschützenkönig der TFF 3. Lig: 2011/12